# Mauvezin-d'Armagnac
Mauvezin-d'Armagnac é uma comuna francesa na região administrativa da Nova Aquitânia, no departamento Landes. Estende-se por uma área de 4,76 km². Em 2010 a comuna tinha 91 habitantes (densidade: 19,1 hab./km²).